# Thorleif Reiss
Pour les articles homonymes, voir Reiss.
Thorleif Reiss est un acteur norvégien né en 1898 et mort en 1988. 

## Biographie
Thorleif Reiss est le fils du compositeur Georg Reiss (1861-1914) et d'Elisabeth Dymling. Il est le frère de l'actrice Elisabeth Reiss. 
Il se marie avec Esther Colbjørnsen Dahl (1896–1941) en 1920. Après la mort de cette dernière, il se remarie, en 1944, avec Gunborg Kristiane Skistad (1911–2001). 
Il est le père de l'acteur Helge Reiss.

### Carrière
Il fait ses débuts au Nationaltheatret d'Oslo en 1918, puis se produit entre 1931 et 1939 au Carl Johan Teatret, puis à partir de 1942 au Oslo Nye Teater. 

## Filmographie
- 1946 : Englandsfarere – l'avocat
- 1970 : Skulle det dukke opp flere lik, er det bare å ringe – directeur Marthinsen